# Владимир Кьопен
Владимир Петрович Кьопен (на руски: Владимир Петрович Кёппен; на немски: Wladimir Peter Köppen) е руски учен от немски произход. Той е географ, метеоролог, климатолог и ботаник. Изработва т.нар. Климатична класификация на Кьопен.

## Биография
Роден е на 25 септември 1846 година в Санкт Петербург, Русия, в семейството на етнографа Пьотър Иванович Кьопен и брат на Фьодор Кьопен. До 1864 г. живее в Симферопол, където посещава гимназия. Следва в Санктпетербургския държавен университет, а след това посещава курсове в университетите в Хайделбер и Лайпциг. През 1871 получава докторска степен по философия.
От 1872 – 1875 работи във Физическата обсерватория в Майн и е секретар на метеорологичната комисия към Руското географско дружество. През 1875 г., поради разногласия с директора на обсерваторията в Майн Кьопен се присъединява към немската Военноморска обсерватория в Хамбург, където работи до 1919 г. и извършва важни научни изследвания в областта на метеорологията, изучава пътя на циклоните и бурите.
Умира на 22 юни 1940 година в Грац на 93-годишна възраст.